# 阿里兹河畔莱博尔德
阿里茲河畔莱博尔德（法語：Les Bordes-sur-Arize，法語發音：[le bɔʁd syʁ aʁiz]）是法国阿列日省的一个市镇，属于帕米耶区。

## 地理
阿里兹河畔莱博尔德（43°6'18"N, 1°22'13"E）面积12.68 平方千米，位于法国奧克西塔尼大區阿列日省，该省份为法国西南部内陆省份，西部和北部与上加龙省接壤，东临奥德省，东南至东比利牛斯省接壤，南与安道尔和西班牙接壤。
与阿里兹河畔莱博尔德接壤的市镇（或旧市镇、城区）包括：阿里兹河畔康帕涅、卡尔拉拜尔、卡斯泰拉、勒马斯达济勒、萨巴拉特。

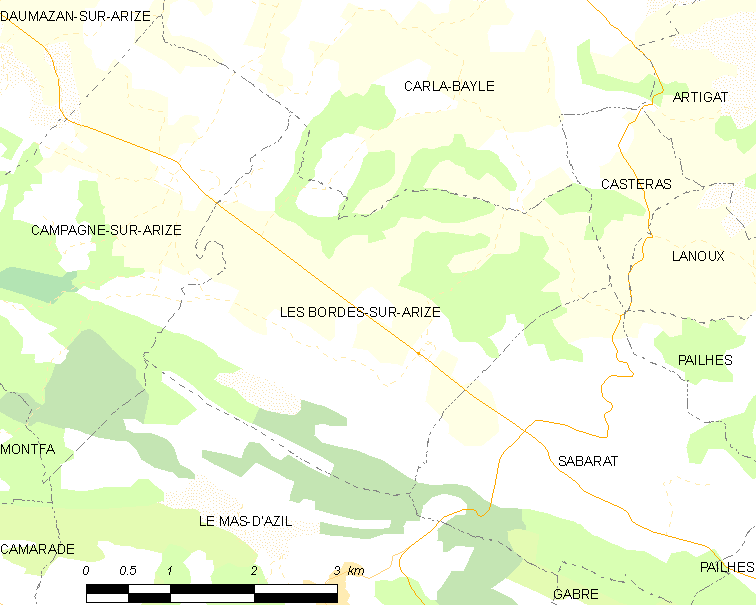
阿里兹河畔莱博尔德的OSM定位图

阿里兹河畔莱博尔德的时区为UTC+01:00、UTC+02:00（夏令时）。

## 行政
阿里兹河畔莱博尔德的邮政编码为09350，INSEE市镇编码为09061。

## 政治
阿里兹河畔莱博尔德所属的省级选区为阿里兹-莱兹县。

## 人口

1962-2008年间阿里兹河畔莱博尔德人口变化图示

阿里兹河畔莱博尔德于2022年1月1日时的人口数量为472人。